# Stenmossen
Stenmossen är en småort i Axbergs socken i Örebro kommun i Närke.